# فارسون (آیووا)
فارسون (به انگلیسی: Farson) یک منطقهٔ مسکونی در ایالات متحده آمریکا است که در آیووا واقع شده‌است. فارسون ۲۴۲٫۹۳ متر بالاتر از سطح دریا واقع شده‌است.